# Чопонешти (Валча)
Чопонешти (рум. Cioponești) насеље је у Румунији у округу Валча у општини Станешти. Oпштина се налази на надморској висини од 268 m.

## Становништво
Према подацима из 2002. године у насељу је живело 189 становника, од којих су сви румунске националности.